# Sagartiogeton laceratus
Sagartiogeton laceratus är en havsanemonart som först beskrevs av Dalyell 1848.  Sagartiogeton laceratus ingår i släktet Sagartiogeton och familjen Sagartiidae. Arten är reproducerande i Sverige. Inga underarter finns listade i Catalogue of Life.